# Internationale Finanz-Corporation
Die Internationale Finanz-Corporation (engl. International Finance Corporation – IFC) mit Sitz in Washington, D.C. ist eine internationale Entwicklungsbank, die sich als Teil der Weltbankgruppe auf die Förderung privater Unternehmen spezialisiert hat.

## Aufgaben
Die IFC hat die Aufgabe, die Entwicklung des Privatsektors in Entwicklungs- und Schwellenländern zu fördern; zu diesem Zweck offeriert sie Darlehen, Eigenkapitalbeteiligungen, Garantien und eine Reihe Finanzierungsprodukte zu kommerziellen Bedingungen. Ergänzend zu diesen Finanzierungsleistungen bietet die IFC seit einigen Jahren auch Beratungsleistungen zur Förderung des Privatsektors an. Die IFC nimmt international eine Führungsrolle bei der Erarbeitung und Umsetzung von Sozial- und Umweltstandards in der Zusammenarbeit mit dem Privatsektor ein. In Ergänzung zur Förderung und Beteiligung an Privatinvestitionen ist die IFC auch im Bereich der Beratung und der technischen Hilfe tätig; sie konzentriert sich dabei überwiegend auf Fragen der Privatisierung und Umstrukturierung von Unternehmen, der Entwicklung von Kapitalmärkten sowie der Strukturierung von komplizierten und risikoreichen Investitionen.

Darüber hinaus hat die IFC seit 2009 mit der IFC Asset Management Company auch eine Vermögensverwaltungsbranche, die institutionelle Gelder über verschiedene Fonds in Entwicklungsprojekte investiert.

## Kennzahlen
Im Geschäftsjahr 2014 förderte die IFC 599 Investitionsprojekte in 98 Ländern mit einem Eigenengagement von 17,3 Mrd. US$; das Gesamtportfolio belief sich auf 51 Mrd. US$. Darüber hinaus verwaltete der Bereich Vermögensverwaltung 7,8 Mrd. US$ in 7 Fonds.

## Organisation
Die IFC wurde 1956 gegründet und hat 184 Mitglieder (Stand: April 2013).
Deutschland ist Gründungsmitglied und hält gegenwärtig einen Kapitalanteil von 5,43 Prozent und den daraus resultierenden drittgrößten Stimmrechtsanteil von 5,16 Prozent. Gemäß der Satzung können nur solche Länder eine Mitgliedschaft beantragen, welche bereits Mitglied der Internationalen Bank für Wiederaufbau und Entwicklung, einer weiteren Organisation der Weltbankgruppe, sind.
Verwaltet wird die IFC ähnlich wie die Weltbank durch einen Gouverneursrat und ein Direktorium. Der Gouverneursrat und das Direktorium umfassen die Gouverneure und Direktoren der Weltbank, deren Staaten Mitglied im IFC sind. Der Vorsitzende des Direktoriums ist der Präsident der Weltbank. Höchster Verwaltungsbeamter der IFC ist ihr Präsident. Für die laufende Geschäftstätigkeit der IFC wird ein eigener Vorsitzender, der Executive Vice President, ernannt.
Seit 1993 hat IFC ein Verbindungsbüro in Frankfurt am Main.

## Executive Vice President
| Amtszeit  | Name                  |
| --------- | --------------------- |
| 1956–1961 | Robert Garner         |
| 1961–1969 | Martin Rosen          |
| 1969–1974 | William Gaud          |
| 1974–1977 | Ladislaus von Hoffman |
| 1977–1981 | Moeen Qureshi         |
| 1981–1984 | Hans Wuttke           |
| 1984–1994 | William Ryrie         |
| 1994–1998 | Jannik Lindbæk        |
| 1999–2005 | Peter Woicke          |
| 2006–2012 | Lars Thunell          |
| 2012–2016 | Jin-Yong Cai          |
| 2016–2020 | Philippe Le Houérou   |
| 2021–     | Makhtar Diop          |